# Рёдерер, Пьер-Луи
Пьер-Луи Рёдерер (фр. Pierre-Louis Roederer; 15 февраля 1754, Мец — 15 декабря 1835, Париж) — французский публицист и государственный деятель.

## Биография
До революции был членом парламента в Меце. Выбранный в Генеральные штаты, стал депутатом Национального собрания и вступил в Якобинский клуб. С ноября 1791 года занимал должность генерального прокурора в департаменте Сены. После штурма Тюильри и свержения монархии порвал сношения с якобинцами. С 1796 года был профессором политической экономии.
Наполеон призвал его в Государственный совет и поручил ему организацию префектур и заведование школами. В 1806 году был послан к королю Иосифу в Неаполь, где был назначен министром финансов; в 1810 году получил от Наполеона графский титул. Во время «Ста дней» трудился над вооружением народа в Бургундии и Бретани и занял место в палате пэров, где после битвы при Ватерлоо высказался за Наполеона II.
После второй Реставрации прекратил политическую деятельность. В эпоху Реставрации написал «Mémoires pour servir à l’histoire de Louis XII et de François I» (Париж, 1825). После Июльской революции обратила на себя внимание его статья «Esprit de la révolution de 1789, et sur les événements du 20 Juin et du 10 Août». В 1832 году Луи-Филипп I возвратил ему звание пэра.
Полное собрание сочинений Рёдерера издано его сыном.

## Образ в кино
- «Хромой дьявол» (Франция, 1948) — актёр Пьер Лекок